# Miconia violacea
Miconia violacea är en tvåhjärtbladig växtart som beskrevs av Célestin Alfred Cogniaux. Miconia violacea ingår i släktet Miconia och familjen Melastomataceae.
Artens utbredningsområde är Colombia. Inga underarter finns listade i Catalogue of Life.